# Garcinia keenania
Garcinia keenania är en tvåhjärtbladig växtart som beskrevs av Jean Baptiste Louis Pierre. Garcinia keenania ingår i släktet Garcinia och familjen Clusiaceae. Inga underarter finns listade i Catalogue of Life.